# Otto I. von Dachau-Valley
Otto I. von Dachau-Valley (auch von Scheyern-Dachau-Valley) († nach 5. November 1130) war ein Sohn von Arnold I. von Scheyern (oder Arnold von Dachau) aus der Dachauer Linie der Grafen von Scheyern, denen auch die Wittelsbacher entstammen. Seine Mutter war Beatrix von Reipersberg. Er begründete den Nebenzweig der Grafen von Scheyern-Dachau-Valley, der 1268 ausgestorben ist.

## Leben
Ihm fiel Grub über seine Ehefrau zu und er nannte sich in einer Gründungsurkunde des Klosters Dietramszell am 16. Oktober 1102 Otto de Grube (auch Otto de Greuba, Otto de Grunba oder nobilis Otto de Gruoba). 1111 findet man ihn als Siegelzeuge in Bozen. Er hat seinen Sitz (vermutlich nach 1120) von der Burg Grub in die neu erbaute Burg Valley verlegt, nach der sich auch seine Nachfolger nannten. Sein Interesse dürfte sich nach 1124 vermehrt auf den Mangfallraum konzentriert haben, denn er nannte sich (im Schenkungsbuch der Propstei Berchtesgaden) Otto de Ualein.
1122 gründete und bevogtete er Bernried am Starnberger See.
1123 nennt es sich Otto von Dachau und ab 1124 auch nach Valley, welches namensgebend für diesen Zweig der Wittelsbacher wurde.

## Familie
Otto heiratete Adelheid von Weilheim (1122 erstmals in einer Urkunde des Klosters Bernried erwähnt). Aus der Ehe gingen fünf Kinder hervor:
- Gebhard von Valley († 1141)
- Konrad I. von Valley († um 1175)
- Adelheid von Valley ⚭ Engelbert II. von Görz
- Otto II. von Valley († um 1170/72)
- Mathilde von Valley